# Wys my de plaats waar ik gezaaid heb
Wys my de plaats waar ik gezaaid heb! is een boekje van Multatuli dat in 1861 werd uitgegeven ten bate van de slachtoffers van overstromingen (bandjirs) in Nederlands-Indië op verzoek van Nijgh te Rotterdam, directeur der Nieuwe Rotterdamsche Courant. De titel verwijst naar een regel uit het achtste hoofdstuk van de Max Havelaar. De uitgave bracht 1300 gulden op. 